# Teodoro Paleologo (cardinale)
Teodoro Paleologo del Monferrato (Casale Monferrato, 14 agosto 1425 – Asti, 21 gennaio 1484) è stato un cardinale e vescovo italiano.

## Biografia
Era figlio di Giovanni Giacomo, marchese del Monferrato e di Giovanna di Savoia (1392 – 1460), figlia di Amedeo VII di Savoia e sorella di Amedeo VIII.
Fu decano della collegiata di Santa Maria di Saluzzo, poi abate commendatario di Santa Maria di Lucedo. Nel 1475 divenne vescovo di Casale Monferrato, carica che tenne fino al 1481.
Fu nominato cardinale-diacono da Papa Paolo II nel concistoro del 18 settembre 1467 e divenne Protonotario Apostolico.
Partecipò al conclave del 1471 che elesse Papa il cardinale Francesco della Rovere, che prese il nome di Sisto IV.
Morì a causa di un'infezione e fu sepolto nella chiesa di San Francesco a Moncalvo.

## Ascendenza
|                                 |                     |                       | Genitori               |  |  | Nonni |  |  | Bisnonni                   |  |  | Trisnonni                |  |
|                                 |                     |                       |                        |  |  |       |  |  | Giovanni II del Monferrato |  |  | Teodoro I del Monferrato |  |
|                                 |                     |                       |                        |  |  |       |  |  | Giovanni II del Monferrato |  |  | Teodoro I del Monferrato |  |
|                                 |                     | Argentina Spinola     |                        |  |  |       |  |  | Giovanni II del Monferrato |  |  |                          |  |
| Teodoro II del Monferrato       |                     |                       |                        |  |  |       |  |  | Giovanni II del Monferrato |  |  |                          |  |
|                                 |                     | Elisabetta di Maiorca | Giacomo III di Maiorca |  |  |       |  |  |                            |  |  |                          |  |
|                                 |                     | Elisabetta di Maiorca | Giacomo III di Maiorca |  |  |       |  |  |                            |  |  |                          |  |
|                                 |                     | Elisabetta di Maiorca | Costanza d'Aragona     |  |  |       |  |  |                            |  |  |                          |  |
| Giovanni Giacomo del Monferrato |                     | Elisabetta di Maiorca |                        |  |  |       |  |  |                            |  |  |                          |  |
|                                 |                     | Roberto I di Bar      | Enrico IV di Bar       |  |  |       |  |  |                            |  |  |                          |  |
|                                 |                     | Roberto I di Bar      | Enrico IV di Bar       |  |  |       |  |  |                            |  |  |                          |  |
|                                 |                     | Roberto I di Bar      | Yolanda di Dampierre   |  |  |       |  |  |                            |  |  |                          |  |
| Giovanna di Bar                 |                     | Roberto I di Bar      |                        |  |  |       |  |  |                            |  |  |                          |  |
|                                 |                     | Maria di Valois       | Giovanni II di Francia |  |  |       |  |  |                            |  |  |                          |  |
|                                 |                     | Maria di Valois       | Giovanni II di Francia |  |  |       |  |  |                            |  |  |                          |  |
|                                 |                     | Maria di Valois       | Bona di Lussemburgo    |  |  |       |  |  |                            |  |  |                          |  |
| Teodoro Paleologo               |                     | Maria di Valois       |                        |  |  |       |  |  |                            |  |  |                          |  |
|                                 | Amedeo VI di Savoia | Aimone di Savoia      |                        |  |  |       |  |  |                            |  |  |                          |  |
|                                 | Amedeo VI di Savoia | Aimone di Savoia      |                        |  |  |       |  |  |                            |  |  |                          |  |
|                                 | Amedeo VI di Savoia | Violante Paleologa    |                        |  |  |       |  |  |                            |  |  |                          |  |
| Amedeo VII di Savoia            | Amedeo VI di Savoia |                       |                        |  |  |       |  |  |                            |  |  |                          |  |
|                                 |                     | Bona di Borbone       | Pietro I di Borbone    |  |  |       |  |  |                            |  |  |                          |  |
|                                 |                     | Bona di Borbone       | Pietro I di Borbone    |  |  |       |  |  |                            |  |  |                          |  |
|                                 |                     | Bona di Borbone       | Isabella di Valois     |  |  |       |  |  |                            |  |  |                          |  |
| Giovanna di Savoia              |                     | Bona di Borbone       |                        |  |  |       |  |  |                            |  |  |                          |  |
|                                 |                     | Giovanni di Valois    | Giovanni II di Francia |  |  |       |  |  |                            |  |  |                          |  |
|                                 |                     | Giovanni di Valois    | Giovanni II di Francia |  |  |       |  |  |                            |  |  |                          |  |
|                                 |                     | Giovanni di Valois    | Bona di Lussemburgo    |  |  |       |  |  |                            |  |  |                          |  |
| Bona di Berry                   |                     | Giovanni di Valois    |                        |  |  |       |  |  |                            |  |  |                          |  |
|                                 |                     | Giovanna d'Armagnac   | Giovanni I d'Armagnac  |  |  |       |  |  |                            |  |  |                          |  |
|                                 |                     | Giovanna d'Armagnac   | Giovanni I d'Armagnac  |  |  |       |  |  |                            |  |  |                          |  |
|                                 |                     | Giovanna d'Armagnac   | Beatrice di Clermont   |  |  |       |  |  |                            |  |  |                          |  |
|                                 |                     | Giovanna d'Armagnac   |                        |  |  |       |  |  |                            |  |  |                          |  |